# 非船舶運航業者
非船舶運航業者（ひせんぱくうんこうぎょうしゃ、Non-Vessel Operating Common Carrier, NVOCC）とは、貨物利用運送事業法を根拠とする、自らは船舶や航空機などの輸送手段を持たない貨物利用運送事業者。
フォワーダーと同義の意味で使用されることも多く、国際複合輸送を一貫して引き受ける「複合運送人」の役割を担う。複数の輸送手段を用いることによって港から港までにとどまらず、生産地から配達地までドア・ツー・ドアの輸送を一手に手配できるのが一般的である。

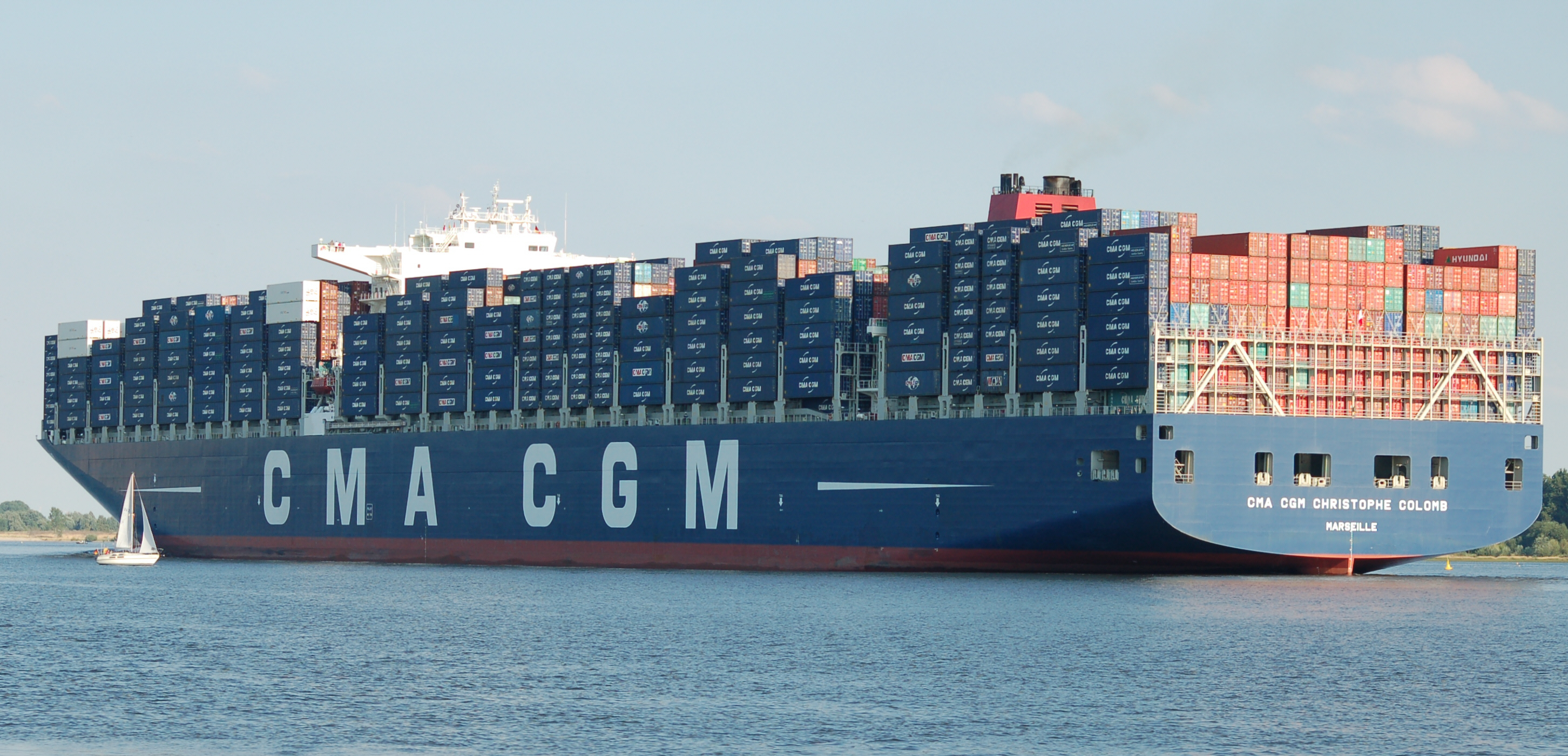
海上輸送コンテナ